# Goran Bogunović
Pour les articles homonymes, voir Bogunović.
Goran Bogunović, né le 28 juin 1989 à Split, est un joueur de handball croate évoluant au poste d'arrière gauche au TV Großwallstadt. Il a notamment joué en France à Chambéry et Dijon. En 2014, il a remporté la Ligue des Champions avec Flensburg.

## Biographie
Goran Bogunović joue au handball à Split depuis l’âge de 7 ans et se fait rapidement remarquer puisqu'il mesure déjà 1,96 m à 16 ans et c'est pourquoi il est recruté en 2005 par le Chambéry SH.
Il s'aguerrit alors en Nationale 2 avec l’équipe réserve de Chambéry et est prêté en 2007 au Dijon Métropole Handball après avoir atteint la finale du Championnat du monde jeunes avec la sélection croate. Mais, une différence apparaît entre le contrat et ce que demande le joueur quitte Dijon moins d'une semaine après son arrivée. Il retourne alors en Croatie au RK Siscia puis signe en 2010 au RK Zagreb où il réalise le doublé Championnat-Coupe de Croatie.
Lors de la saison 2011-2012, il participe à l'excellent parcours en Ligue des champions du club slovène du RK Cimos Koper qui élimine le KS Kielce en huitièmes de finale, mais termine la saison au Qatar au Al-Sadd SC avant même le quart de finale de Ligue des champions.
2012 marque le retour de Bogunović à Dijon qui vient d'accéder en Division 1, mais, blessé une bonne partie de la saison (9 matchs, 14 buts), il quitte Dijon après un an seulement. Nouveau club et nouveau pays pour Bogunović qui rejoint alors la Suisse et le GC Amicitia Zurich avant d'être recruté en février 2014 par le SG Flensburg-Handewitt pour pallier de nombreuses blessures. Il y remporte la Ligue des champions 2014 mais n'est pas conservé.
S'ensuivent deux saisons en Roumanie au HCM Constanța puis au HC Odorheiu Secuiesc, deux saisons aux Émirats Arabes Unis au Al Wasl Dubaï puis au Al-Ahli Dubaï avant de connaitre en 2019 son neuvième pays en signant à l'Olympiakos Le Pirée avant de signer en janvier 2020 dans le club allemand du TV Großwallstadt pour la fin de saison.

## Palmarès

### En club
Compétitions nationales
- Vainqueur du Championnat de Croatie (1) : 2011
- Vainqueur de la Coupe de Croatie (1) : 2011
- Finaliste de la Coupe d'Allemagne (1) : 2014

Compétitions internationales
- Vainqueur de la Ligue des Champions (1) : 2014

### En équipe nationale
Equipe de Croatie jeunes
- Médaille d'argent au Championnat du monde jeunes en 2007
- Lauréat du Dražen Petrović Award (en) du Comité olympique croate en 2007